# François Berléand
 François Berléand (22 d'abril de 1952) és un actor de cinema francès, de pare rus i de mare francesa.

## Biografia
Explica la seva infantesa en un llibre aparegut el novembre de 2006, El Fill de l'home invisible; hi relata el traumatisme que li va fer veure a partir d'onze anys les portes de la bogeria, traumatisme estranyament causat per una única afirmació del seu pare : «De totes maneres, tu, ets el fill de l'home invisible», al·lusió al cèlebre fulletó de l'època.
En el transcurs d'estudis de comerç, segueix una formació teatral, una mica malgrat ell, i debuta en una obra titulada "Sobre una platja de l'Oest". Amb els seus estudis acabats, s'inscriu en un curs d'art dramàtic de Tania Balachova, i coincideix amb Daniel Benoin, un escenògraf amb el que treballarà de 1974 a 1981, participant en una quinzena d'espectacles, tant clàssics com contemporanis.
Després d'haver freqüentat l'equip de Le Splendid, comença la seva carrera cinematogràfica el 1978. Encadena llavors papers secundaris en els anys 1980. Després d'una sèrie de segons papers remarcables, entre els quals Ma petite entreprise pel qual aconsegueix el César al millor actor secundari el 2000, obté el seu gran primer paper a la pel·lícula Mon idole de Guillaume Canet, que el revelarà al públic. Però també gràcies a la seva antiga companya, la directora i comedianta Nicole Garcia.
A Martin et Léa, encarna un inspector de policia, paper que farà nombroses vegades a la pantalla (La Balance, Les mois d'avril sont meurtriers, Marche à l'ombre, L'Appât, La Mort du Chinois. A Le Sourire du clown, pel seu físic fred, distant, i una mirada aguda. Serà militar (L'Otage de l'Europe, Stella, Les Milles Capitaine Conan), detectiu (Suivez cet avion), capellà (Au revoir les enfants) i psiquiatre a Le Septième Ciel, la pel·lícula que el revela realment al gran públic, a finals de 1997.
Va donar suport a François Bayrou durant la campanya presidencial francesa del 2007.

## Filmografia

### Llargmetratges
- 1978: Martin et Léa d'Alain Cavalier
- 1980: Un étrange voyage d'Alain Cavalier
- 1981: Les Hommes préfèrent les grosses de Jean-Marie Poiré
- 1981: On n'est pas des anges... elles non plus de Michel Lang
- 1982: La Balance de Bob Swaim
- 1983: Ote-toi de mon soleil o Diogène de Marc Jolivet
- 1983: Stella de Laurent Heynemann
- 1983: Signé Charlotte de Caroline Huppert
- 1984: Marche à l'ombre de Michel Blanc
- 1985: Strictement personnel de Pierre Jolivet
- 1986: Poker de Catherine Corsini
- 1986: La Femme secrète de Sebastien Grall
- 1986: Les mois d'avril sont meurtriers de Laurent Heynemann
- 1986: Le Complexe du kangourou de Pierre Jolivet
- 1987: Au revoir les enfants de Louis Malle
- 1988: Un père et passe de Sebastien Grall
- 1988: Suivez cet avion de Patrice Amblard
- 1988: Camille Claudel de Bruno Nuytten
- 1988: L'Otage de l'Europe de Jerzy Kawalerowicz
- 1989: L'Orchestre rouge de Jacques Rouffio
- 1989: Milou en mai de Louis Malle
- 1990: Génial, mes parents divorcent de Patrick Braoudé
- 1992: Tableau d'honneur de Charles Némès
- 1993: Le bateau de mariage de Jean-Pierre Améris
- 1993: Le Joueur de violon de Charlie Van Damme
- 1993: À l'heure où les grands fauves vont boire de Pierre Jolivet
- 1994: 3000 scénarios contre un virus de Cédric Klapisch
- 1995: Fugueuses de Nadine Trintignant
- 1995: L'Appât de Bertrand Tavernier
- 1995: Les Milles de Sébastien Grall
- 1995: Un héros très discret de Jacques Audiard
- 1996: Capità Conan (Capitaine Conan) de Bertrand Tavernier
- 1997: Tout le monde descend de Laurent Bacher
- 1997: Fred de Pierre Jolivet
- 1997: Le Pari de Didier Bourdon et Bernard Campan
- 1997: Le Septième Ciel de Benoît Jacquot
- 1997: L'Homme idéal de Xavier Gélin
- 1997: La Mort du Chinois de Jean-Louis Benoît
- 1998: Le Sourire du clown d'Eric Besnard
- 1998: Place Vendôme de Nicole Garcia
- 1998: Dormez, je le veux ! d'Irene Jouannet
- 1998: L'École de la chair de Benoît Jacquot
- 1998: En plein cœur de Pierre Jolivet
- 1998: Le Plus beau pays du monde de Marcel Bluwal
- 1999: Innocent de Costa Natsis
- 1999: La Débandade de Claude Berri
- 1999: Ma petite entreprise de Pierre Jolivet
- 1999: L'Homme de ma vie de Stephane Kurc
- 1999: Mauvaises Fréquentations de Jean-Pierre Améris
- 1999: Une pour toutes de Claude Lelouch
- 1999: Six-Pack d'Alain Berbérian
- 1999: Romance de Catherine Breillat
- 2000: Les Acteurs de Bertrand Blier
- 2000: En la foscor del bosc (Promenons-nous dans les bois) de Lionel Delplanque
- 2000: Stardom de Denys Arcand
- 2000: Le Prince du Pacifique d'Alain Corneau
- 2000: Cyrano de Bergerac de Vincent Lindon
- 2000: La Fille de son père de Jacques Deschamps
- 2001: HS Hors Service de Jean-Paul Lilienfeld
- 2001: Comment j'ai tué mon père d'Anne Fontaine
- 2001: Les Âmes câlines de Thomas Bardinet
- 2001: Vivante de Sandrine Ray
- 2001: Féroce de Gilles de Maistre
- 2001: L'Adversaire de Nicole Garcia
- 2001: Le Transporteur de Corey Yuen i Louis Leterrier
- 2002: Le Frère du guerrier de Pierre Jolivet
- 2002: Mon idole de Guillaume Canet
- 2002: La Mentale de Manuel Boursinhac
- 2002: Filles uniques de Pierre Jolivet
- 2002: Une employée modèle de Jacques Otmezguine
- 2003: En territoire indien de Lionel Epp
- 2003: Remake de Dino Mustafic
- 2003: Les Amateurs de Martin Valente
- 2003: Les Choristes de Christophe Barratier
- 2003: Le Convoyeur de Nicolas Boukhrief
- 2003: Pour le plaisir de Dominique Deruddere
- 2003: Narco de Tristan Aurouet et Gilles Lellouche
- 2003: Adorables Créatures de Dolorès Payas
- 2004: Le Grand Rôle de Steve Suissa
- 2004: Les germanes enfadades (Les Sœurs fâchées) d'Alexandra Leclère
- 2004: Les Nouveaux Refus de Laurent Baffie
- 2004: Éros thérapie de Danièle Dubroux
- 2004: Une vie à t'attendre de Thierry Klifa
- 2005: El millor dia de la meva vida (Le Plus Beau Jour de ma vie) de Julie Lipinski
- 2005: Le Transporteur 2 de Louis Leterrier
- 2005: Edy de Sthépan Guérin-Tillé
- 2005: Quartier V.I.P. de Laurent Firode
- 2005: Aurore de Nils Tavernier
- 2006: L'Ivresse du pouvoir de Claude Chabrol
- 2006: Le Passager de l'été de Florence Moncorgé-Gabin
- 2006: Ne le dis à personne de Guillaume Canet
- 2006: Fragile(s) de Martin Valente
- 2007: Pur week-end d'Olivier Doran
- 2007: Je crois que je l'aime de Pierre Jolivet
- 2007: La noia tallada en dues (La Fille coupée en deux) de Claude Chabrol
- 2008: Ca$h d'Éric Besnard
- 2008: La Différence c'est que c'est pas pareil de Pascal Laëthier
- 2008: 15 ans et demi de Thomas Sorriaux i François Desagnat
- 2009: Le Transporteur 3
- 2011: Au Bistro du coin

### Curtmetratges
- 1984: La Voix de son maître ou deux jours de la vie de M. Léon de Patrick Zeyen
- 1987: Histoires de familles de Marion Lary
- 1988: Jours de vagues d'Alain Tasma
- 1989: Perdue de Marion Lary
- 1991: Sans rires de Mathieu Amalric
- 1991: Copie Conforme ou La sœur d'Albert de Jean-Claude Marchant
- 1993: La Vis de Didier Flamand
- 1994: Une belle âme d'Eric Besnard
- 1994: Chacun pour soi de Sthépane Brisset
- 1996: Ultima hora de Laurence Maynard
- 1996: Gorille, mon ami d'Emmanuel Malherbe
- 1996: Bonjour
- 1997: C'est Noël déjà
- 1998: Stop
- 1998: Coup de lune d'Emmanuel Hamon
- 1999: Trait d'union de Bruno Garcia
- 2000: Liste rouge de Jérôme Bonnell
- 2000: Pour l'amour du ciel de Philippe Azoulay
- 2000: Recrutement de Didier Loret
- 2000: Grand oral de Yann Moix
- 2001: Requiems de Stéphan Guérin-Tillié
- 2001: Notre besoin de consolation...
- 2003: La chaîne du froid
- 2004: Toi, vieux
- 2004: Méprise

## Televisió
- 1977: Au plaisir de Dieu
- 1979: Hamlet
- 1980: La Cantatrice chauve
- 1982: Messieurs les jurés
- 1983: Elle voulait faire du cinéma
- 1985: Série noire
- 1989: Ceux de la soif
- 1989: Série noire
- 1990: La Belle Anglaise
- 1991: Le Piège de Serge Moati
- 1991: C'est quoi ce petit boulot ?
- 1993: Le Bal de Jean-Louis Benoît
- 1993: Feu Adrien Muset
- 1993: Julie Lescaut
- 1995: Le juge est une femme
- 1996: Les Cordier, juge et flic
- 1996: Pardaillan d'Edouard Niermans
- 1997: Madame le consul
- 1997: Le Garçon d'orage de Jérôme Foulon
- 1997: La Grande Béké
- 1998: Anne Le Guen
- 1998: Crimes en série
- 1998: Commandant Nerval
- 1999: Fleurs de sel d'Arnaud Sélignac
- 1999: Le Boîteux
- 2000: Passeurs d'enfants
- 2000: Victoire ou la douleur des femmes de Nadine Trintignant
- 2000: Un morceau de soleil
- 2000: Ces forces obscures qui nous gouvernent
- 2001: L'Héritière de Bernard Rapp
- 2002: Le Jeune Casanova
- 2003: Les parents terribles de Josée Dayan
- 2006: Le Bureau
- 2008: Le petit fût, de Claude Chabrol

## Teatre
- 2008: Batailles de Roland Topor, Jean-Michel Ribes, posada en escena de Jean-Michel Ribes, al Théâtre du Rond-Point à Paris
- 2008: Tailleur pour dames de Georges Feydeau, posada en escena de Bernard Murat, amb Pierre Arditi, al Théâtre Edouard-VII à París

## Premis
- 2000: Cesar al millor actor secundari pour Ma petite entreprise
- 2003: Estrelles d'or de la premsa del cinema francès pel seu paper principal a la pel·lícula Mon idole, de Guillaume Canet.